# Speciale Scooby
Speciale Scooby (The New Scooby-Doo Movies) è la seconda serie televisiva animata di Scooby-Doo prodotta da Hanna-Barbera, andata in onda su CBS dal 1972 al 1973. La serie è stata trasmessa anche con il titolo Gli Speciali di Scooby-Doo o Scooby-Doo speciale.
In Italia è stata trasmessa su Rai 2 dal 22 febbraio 1984 con il titolo Le nuove avventure di Scooby-Doo e successivamente replicata da Italia 1 nel 1993 con altri titoli per non confondersi con la serie del 2002 Le nuove avventure di Scooby-Doo.
La serie è caratterizzata dalla presenza in ogni episodio di guest-star, celebri attori al doppiaggio dei personaggi animati o personaggi immaginari quali Batman, La famiglia Addams o Stanlio e Ollio.

## Produzione e distribuzione
Dopo aver tentato di distribuita una serie completa dell'intero cartone "24 episodi" in DVD nel 2005, la Warner Home Video non è stata in grado di negoziare accordi con molte delle guest star degli episodi per includere quegli episodi nel set di DVD. Di conseguenza, il DVD è stato pubblicato con il titolo The Best of the New Scooby-Doo Movies e presenta solo 15 episodi selezionati da entrambe le stagioni. I titoli di apertura di questa versione sono stati modificati per rimuovere le immagini della famiglia Addams, Batman e Robin, gli Harlem Globetrotters, i tre marmittoni e Stanlio e Ollio.
Il 4 aprile 2019, la Warner Bros. ha annunciato l'intenzione di pubblicare altri otto episodi, sia come parte di un pacchetto con i 15 episodi precedentemente pubblicati sia come versione autonoma. Questa versione è stata pianificata per il 50º anniversario di Scooby-Doo. Non è stata fornita alcuna spiegazione per i problemi dei diritti delle apparizioni precedenti.
L'unico episodio che non è stato pubblicato o annunciato per l'uscita su DVD è "Wednesday Is Missing", che presenta la famiglia Addams.

## Trama
La Misteri & Affini, protagonista della serie, organizza gite e vacanze per rilassarsi, ma nel loro cammino incontrano per caso le guest-star che si uniscono al gruppo. A causa di qualche imprevisto, i ragazzi fanno la conoscenza di persone in difficoltà perché vittime di apparizioni spettrali. La squadra si ferma ad aiutarli e incontrano persone sospette ed indizi che li portano alla conclusione del mistero e allo smascheramento del fantasma che in realtà è uno dei sospetti, una persona soltanto menzionata, o una persona completamente sconosciuta ai ragazzi.

## Personaggi
La Misteri & Affini è la squadra protagonista della serie composta da:
- Scooby-Doo: è un Alano parlante, fifone e sempre affamato. Il suo migliore amico è Shaggy, e i due vengono "usati" dal resto della gang come esche per far abboccare il mostro del giorno in trappola.
- Shaggy Rogers: è un ragazzo alto e snello con capelli castani e indossa sempre una maglietta verde e pantaloni rossi. Come il suo partner Scooby, ama mangiare ed è molto fifone.
- Fred Jones: è un ragazzo alto, dai possenti muscoli e molto coraggioso. Leader della gang, guida il "Furgoncino dei Misteri" verso nuove avventure. Ha i capelli biondi e veste una maglia bianca, blue jeans e un foulard arancione.
- Daphne Blake: è una giovane ragazza attraente che si caccia sempre nei guai. Suo padre sponsorizza la gang e le ha regalato il furgoncino. Hai i capelli rossi è una carnagione chiara. Veste un abito viola, calze rosa e un foulard verde.
- Velma Dinkley: è una ragazza molto intelligente e saccente, cervellona del gruppo. Mettendo insieme gli indizi che trova viene sempre a capo del mistero. Porta un maglione arancio e una gonnellina rossa.
- Mystery Machine: furgoncino che accompagna i ragazzi in ogni loro avventura.

## Doppiaggio
| Personaggio   | Doppiatore Originale | Doppiatore Italiano |
| ------------- | -------------------- | ------------------- |
| Scooby Doo    | Don Messick          | Enzo Consoli        |
| Shaggy Rogers | Casey Kasem          | Toni Garrani        |
| Fred Jones    | Frank Welker         | Oreste Baldini      |
| Daphne Blake  | Heather North        | Paola Quattrini     |
| Velma Dinkley | Nicole Jaffe         | Patrizia De Clara   |

## Episodi
| Stagione         | Episodi | Prima TV originale |
| ---------------- | ------- | ------------------ |
| Prima stagione   | 16      | 9 settembre 1972   |
| Seconda stagione | 8       | 8 settembre 1973   |

## Spin-off
La serie televisiva animata La famiglia Addams del 1973, nasce come spin-off dal terzo episodio, Scooby Doo Incontra la Famiglia Addams, della prima stagione di questa serie. Il successo dei personaggi presenti nell'episodio spinse i produttori a realizzare una nuova serie interamente dedicata alle vignette create da Charles Addams.